# Ilfracombe
Ilfracombe és una estació balneària a la costa nord de Devon, Anglaterra, amb un petit port i envoltat de penya-segats.
Gràcies a les instal·lacions de Tunnels Beaches que bloqueja el flux de la marea, es pot nedar durant tot el dia.
El port està dominat pel turó d'Hillsborough, amb una altura de 135 metres. Des del cim es pot gaudir d'una vista panoràmica de tota la costa, escarpada i rocosa.

## Llocs d'interès

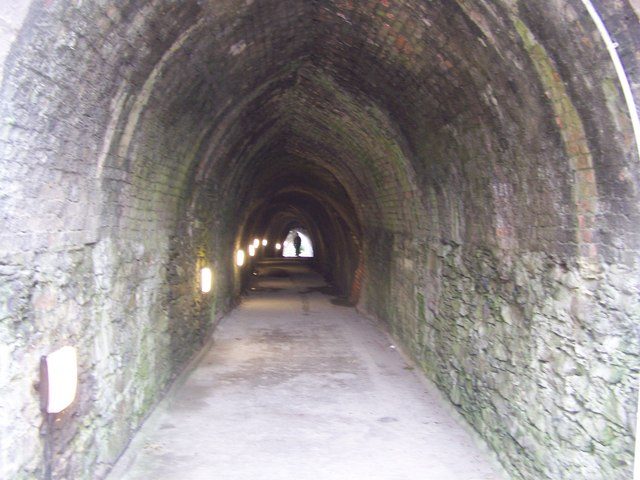
Túnel d'accés a les platges.

Tunnels Beaches: Durant l'època victoriana el bany i l'«art de nedar» es varen fer molt populars, per aquest motiu, empresaris locals varen decidir construir uns túnels per accedir a la mar. Aquests túnels es varen cavar a mà per miners gal·lesos i travessen el turó que separa la carretera de la mar. Posteriorment, per tal d'evitar que aquest s'inundés es va aixecar un dic. N'hi ha 6 de túnels, dels quals 4 estan oberts al públic.
Això va transformar un petit poble de pescadors en una animada localitat costanera.
Capella de Sant Nicolau: Va ser construïda el 1321 com a lloc de culte per a la població que vivia i treballava al voltant del port.
L'any 1522 es va fer servir com a far. Avui en dia (2016) encara està en funcionament i es considera el far més antic del país. En 1540, quan Enric VIII va dissoldre els monestirs en 1540, Sant Nicholas va deixar de ser una capella. Entre 1835 i 1871 hi va viure John Davey com a guardià del far, criant una família de 14 fills. Aquesta capella també s'ha fet servir com a sala de lectura i bugaderia. Des de llavors va quedar abandonada fins al 1962 quan va ser restaurat pels Rotaris de la ciutat encarregant-se del seu manteniment. L'antic porxo s'ha transformat en una petita capella. L'entrada és lliure i totes les donacions que recullen es destinen a caritat.
Des d'on està situada la capella es té una excel·lent vista sobre el port.

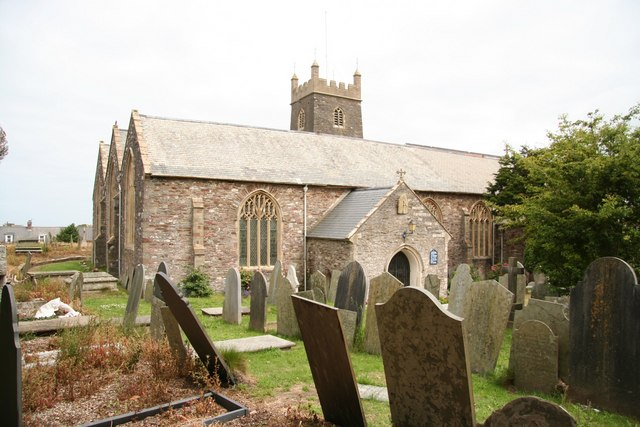
Holy Trinity

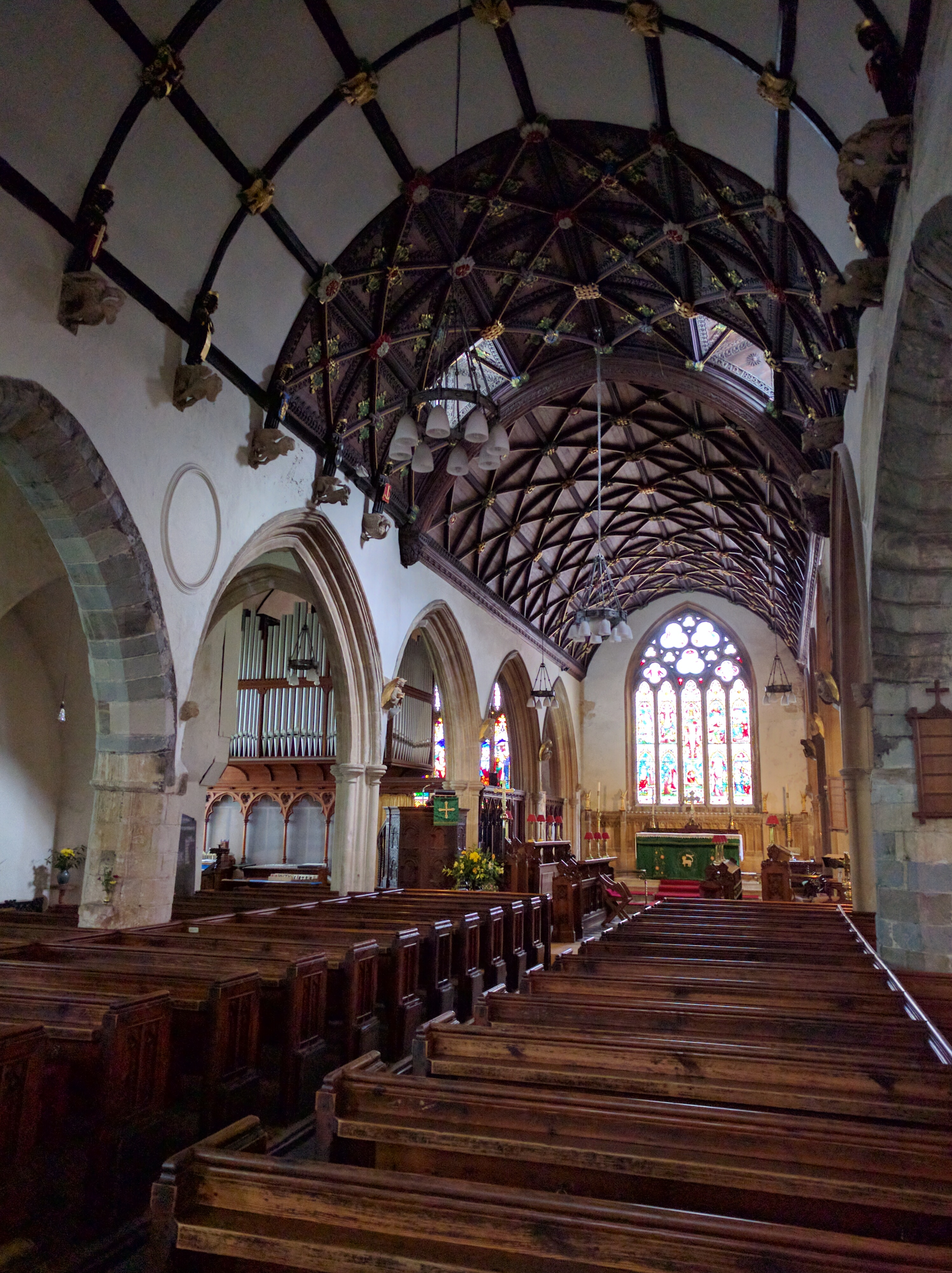
Decoració del sòtil de Holy Trinity

Holy Trinity: Data del s.XIII, però des de llavors ha sofert molts de canvis, reconstruccions i remodelacions. L'interior de l'església ha estat molt remodelat durant els darrers 700 anys; es pot destacar la decoració del sòtil de la volta de canó del passadís central que es completa amb mènsules tallades coronades amb àngels medievals. La torre també és del s.XIII. Algunes de les làpides del cementiri annex romanen intactes i daten de 1500. Els monuments commemoratius a dins i als voltants de l'església són d'estil victorià.

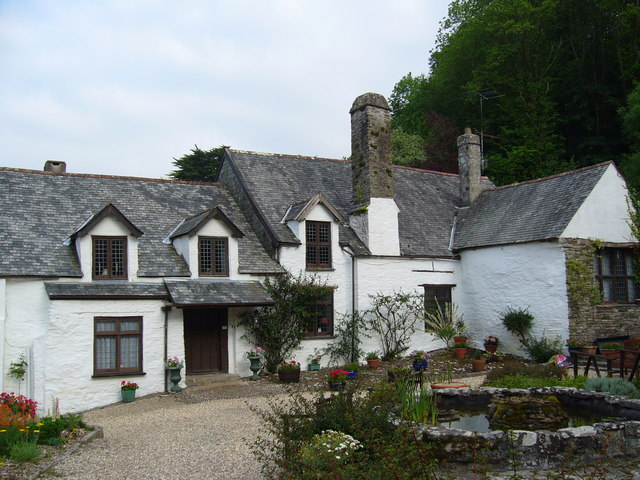
Chambercombe Manor

Chambercome Manor: És una casa molt antiga, pintada de blanc i amb teulada de pissarra. Es creu que data del s.XI i va ser esmentada al Domesday Book. El registre més antic que es té d'ella és que l'any 1162 pertanyia a Sir Henry Champernon. La casa va arribar a perdre el seu prestigi, no se sap realment quan, i es va convertir en una casa de camp, ja que hi ha evidències de què va ser utilitzada per grangers. No obstant això, encara conserva gran part de la seva antiga grandesa, tant en l'estructura de l'edifici com en la seva decoració, especialment el fris de guix i la volta de canó a l'habitació Tudor.
A les habitacions podem veure un llit amb columnes d'època isabelina (s. XVI), un bressol de l'època de Cromwell (s. XVII) i una còmoda de dos cossos de la mateixa època. Hi ha més de quatre acres de jardins, amb estanys i passejos pel bosc.